# Bernhard Fexer
Bernhard Fexer (Duitsland, Wurzen, 21 mei 1835 – Zweden, Stockholm, 16 mei 1914) was een Duits/Zweeds pianist, dirigent en componist/arrangeur. Tevens was hij muziekpedagoog.
Carl Bernhard Fexer studeerde aan het Conservatorium van Leipzig in de jaren 1849 tot 1852. Hij was vervolgens terug te vinden als pianoleraar in Stockholm (1858). Van 1860 tot 1865 was hij dirigent van het orkest behorende bij een theater in Trondheim. Hij werkte op 30 september 1863 in die hoedanigheid mee aan de uitvoering van Sigurd Slembe op muziek van Olaus Andreas Grøndahl en tekst van Bjørnstjerne Bjørnson in Trondheim. Aan het eind van zijn leven keerde hij terug naar Stockholm. Van 1868 tot 1870 organiseerde hij symfonieconcerten in het Mindre Teatern in de Zweedse hoofdstad.
Zijn composities bevinden zich op het niveau van salonmuziek, een populair genre in Scandinavië destijds. Hij schreef onder meer een Parademars, Gratulationsmarsch en een huwelijkshymne. Ook verscheen er een verzameling Noordse melodieën voor vierhandig piano van zijn hand.
Hij was een van de vele musici die ooit met de Noorse pianist Agathe Backer-Grøndahl heeft gespeeld. Bijzonder aan dat concert van 1 oktober 1878 was dat de affiche als hoofdmuzikant de beroemde violist Pablo de Sarasate vermeldde. Fexer begeleidde De Sarasate in
- Felix Mendelssohn Bartholdy: het Vioolconcert in een versie voor viool en piano;
- De Sarasate; Zigeunerliedje voor viool en piano

In 1893 was hij opnieuw in Noorwegen te vinden, ditmaal met een Zweeds operagezelschap in Frederikstad. 
- Bibsys: 1043647
- Gemeinsame Normdatei: 1257363514
- International Standard Name Identifier: 0000 0004 8108 0769
- Système universitaire de documentation: 227424786
- Virtual International Authority File: 23145971378332330141